# Bedale
Bedale è un paese di 3 156 abitanti della contea del North Yorkshire, in Inghilterra. Si trova 55 chilometri a nord di Leeds, 42 chilometri a sud-ovest di Middlesbrough, e a 11 chilometri dal capoluogo di contea Northallerton.